# David H. McCormick

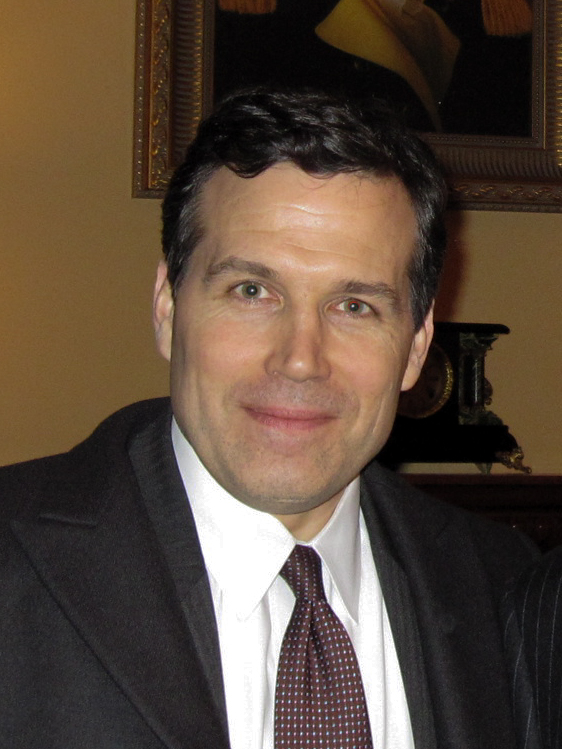
David H. McCormick (2012)

David Harold McCormick (* 17. August 1965 in Bloomsburg, Pennsylvania) ist ein US-amerikanischer Offizier der US Army, Beamter, Consultant und Manager. Er war Veteran des Zweiten Golfkrieges, CEO von FreeMarkets und Under Secretary of the Treasury for International Affairs. Seit 2009 ist er Co-CEO von Bridgewater Associates, dem größten Hedgefonds der Welt. Nachdem er 2024 die Senatswahl für den Klasse-1-Sitz in Pennsylvania gewonnen hat, wird er ab Januar 2025 den Staat im Senat vertreten.

## Leben

### Militärischer Werdegang

#### Herkunft und Absolvent von West Point
McCormick stammt aus Columbia County im Osten des US-Bundesstaates Pennsylvania. Dort besuchte er von 1979 bis 1983 die Bloomsburg Senior High School. Bereits als Jugendlicher war er im Football-Team und als Wrestler aktiv.
Er begann 1983 an der United States Military Academy (USMA) in West Point, New York und studierte Maschinenbau auf Bachelor. Während seiner Studienzeit wurde er zweimal East Coast Runner-Up, viermal Letterman und war zweimal Teilnehmer an den NCAA Division I Championships. Er wurde mit dem Arvin Award ausgezeichnet. Ein Praktikum im Political Military Bureau im Außenministerium der Vereinigten Staaten sollte ihn nachhaltig prägen. McCormick wurde zum Cadet Captain befördert und zum Bataillonskommandeur ernannt, zuständig für 400 Kadetten. 1987 erhielt er sein Abschlussdiplom. Für zwei Semester studierte er an der Columbia University in New York, wo u. a. der Politikwissenschaftler Roger Hilsman zu seinen Lehrern gehörte. Danach absolvierte er das Engineer Officer Basic Training und besuchte die United States Army Airborne School und die Ranger School (Honor Graduate).

#### Kriegseinsatz als Kompaniechef in Kuwait
1988 wurde er als Leutnant zur 82nd Airborne Division in Fort Bragg, North Carolina kommandiert. Während der „Operation Desert Storm“ (1991) war er als Kompaniechef des United States Army Corps of Engineers, verantwortlich für 130 Soldaten, in Kuwait zur Minenräumung und Munitionszerstörung eingesetzt. Er wurde mit der Bronze Star Medal ausgezeichnet. Nach seiner Rückkehr in die USA wurde er zum Hauptmann befördert; außerdem absolvierte er den Engineer Officer Advanced Course. 1992 schied er aus.

### Studium an der Princeton University
McCormick machte nach seinem Militärdienst eine Weltreise und schrieb sich dann an der Princeton University in Princeton, New Jersey ein. Dort erwarb er einen Master und promovierte 1996 (Ph.D.) an der Woodrow Wilson School of Public and International Affairs. Um seine Arbeit fertigzustellen, war er erneut für wenige Monate bei der Armee. 1998 publizierte er in Anlehnung an die Promotion das Buch The Downsized Warrior: America’s Army in Transition, erschienen bei der New York University Press.

### Karriere in Wirtschaft und Verwaltung

#### CEO von FreeMarkets
Von 1996 bis 1999 war er Consultant bei der Unternehmensberatung McKinsey & Company in Pittsburgh, Pennsylvania. 1999 wurde er abgeworben und stieg beim IT-Unternehmen FreeMarkets ein. Nach dem Börsengang der Firma wurde er innerhalb weniger Monate (2001) zum Präsidenten und 2002 zum CEO gewählt. Unter seiner Rigide entwickelte sich das Unternehmen trotz der Dotcom-Blase gut und für 500 Millionen Dollar verkaufte er es 2004 an Ariba aus Kalifornien, wo er Präsident wurde.

#### Station als Under Secretary im Finanzministerium
Im Jahr 2005 holte ihn US-Präsident George W. Bush als Under Secretary for Export Administration in sein Kabinett. Nach wenigen Monaten wurde er Deputy National Security Advisor for Economic Affairs. Er koordinierte u. a. die Treffen der G7 und der G20 und hielt engen Kontakt zum Präsidenten. 2007 wurde er vom Secretary of Treasury, Henry Paulson, als Under Secretary for International Affairs verpflichtet. Er war damit der führende international agierende US-amerikanische Wirtschaftsdiplomat. Zum Höhepunkt der Finanzkrise 2008 managte er in wesentlichen Teilen die Reaktionen der US-Regierung auf die Ereignisse.

#### CEO von Bridgewater Associates
McCormick ist seit 2009 Co-Präsident und Mitglied des Management Committee von Bridgewater Associates in Westport, Connecticut.

### Weitere Funktionen und Mitgliedschaften
McCormick ist Distinguished Service Professor of Information Technology, Public Policy and Management am John Heinz III College der Carnegie Mellon University in Pittsburgh, Pennsylvania. Lehre und Forschung handeln von Wirtschaft und Public Policy.
Er ist Trustee der Denkfabrik Aspen Institute in Washington, D.C. und der privaten Forschungsuniversität Carnegie Mellon University. Ferner ist er Mitglied der Trilaterale Kommission, des Council on Foreign Relations und der Aspen Strategy Group.
2013 gehörte er als Unterstützer der Gleichgeschlechtlichen Ehe zu den republikanischen Mitunterzeichnern eines Amicus Curiae.
Im November 2024 trat McCormick bei den Wahlen zum Senat für die Republikaner in Pennsylvania an und konnte sich den Einzug in den 119. Kongress der Vereinigten Staaten gegen den Demokraten Bob Casey mit 48,82 zu 48,60 Prozent sichern.

### Familie
McCormick hat mit seiner Frau vier Kinder. Er lebt im US-Bundesstaat Connecticut.

## Schriften (Auswahl)
- The Downsized Warrior. America's Army in Transition. New York University Press, New York u. a. 1998, ISBN 0-8147-5584-4.